# Mérida Asociación Deportiva
Il Mérida Asociación Deportiva è una società calcistica spagnola con sede nella città di Mérida, nella comunità autonoma dell'Estremadura.

## Storia
Il club è stato rifondato il 19 febbraio 2013 e in 6 giorni, il 25 febbraio, è stato registrato nel registro generale delle entità sportive dell'Estremadura. Il Mérida UD è stata sciolta più tardi nel 2013 e il Mérida AD ha acquistato il proprio posto in Tercera División. 
Il 30 maggio 2015, il club è stato promosso in Segunda División B dopo aver battuto il CD Laredo 2–1 in forma aggregata nei playoff. Il 27 agosto di quell'anno, la squadra ha gareggiato per la prima volta nella Copa del Rey , perdendo 0–3 in casa contro il Peña Sport FC nella partita di apertura.
Nel 2017–18, al club è stato dato un addio al secondo turno della coppa, dove hanno perso 2-0 al CF Fuenlabrada. La stagione si è conclusa con la retrocessione al quarto livello dopo una sconfitta aggregata 2–2 (gol in trasferta) contro il Coruxo FC negli spareggi per retrocessione, ma la squadra è rimbalzata un anno dopo con una vittoria ai rigori contro l'UD Socuéllamos.

## Cronistoria
| Stagione | Divisione | Posizione | Coppa del Re  |
| -------- | --------- | --------- | ------------- |
| 2013/14  | 3ª        | 2ª        |               |
| 2014/15  | 3ª        | 1ª        |               |
| 2015/16  | 2ªB       | 8ª        | Primo turno   |
| 2016/17  | 2ªB       | 5ª        |               |
| 2017/18  | 2ªB       | 16ª       | Secondo turno |
| 2018/19  | 3ª        | 1ª        |               |
| 2019/20  | 2ªB       |           | Secondo turno |

- 3 stagioni in Segunda División B
- 3 stagioni in Tercera División

## Stadio
Il Mérida gioca le sue partite casalinghe allo stadio Romano, che ha una capacità di 14.600 spettatori.

## Palmarès

### Competizioni nazionali
- Tercera División: 2

2014-2015, 2018-2019

### Altri piazzamenti
- Tercera División:

Secondo posto: 2013-2014
Terzo posto: